# Groupe E des éliminatoires de la zone Europe de la Coupe du monde de football 2022
Navigation
Groupe D Groupe F
Le groupe E de la zone Europe des éliminatoires de la Coupe du monde de football 2022 est l'un des dix groupes de la zone Europe des éliminatoires de la Coupe du monde, tournoi pour décider quelles équipes se qualifieront pour la phase finale Coupe du monde de football 2022 au Qatar. Le groupe E se compose de cinq équipes : la Belgique, le pays de Galles, la Tchéquie, la Biélorussie et l'Estonie. Les équipes s'affronteront à domicile et à l'extérieur dans un tournoi toutes rondes.
La Belgique, vainqueur du groupe se qualifie directement pour la phase finale de la Coupe du monde, tandis que le deuxième, Le Pays de Galles et le troisième, la République tchèque (au bénéfice de son placement lors de la Ligue B des nations) accèdent aux barrages européens à douze équipes, dont trois gagneront leur place au Mondial 2022.

## Classement
| Rang | Équipe         | Pts | J | G | N | P | Bp | Bc | Diff |  | Résultats (▼ dom., ► ext.) |     |     |     |     |     |
| ---- | -------------- | --- | - | - | - | - | -- | -- | ---- |  | -------------------------- | --- | --- | --- | --- | --- |
| 1    | Belgique       | 20  | 8 | 6 | 2 | 0 | 25 | 6  | +19  |  | Belgique                   |     | 3-1 | 3-0 | 3-1 | 8-0 |
| 2    | Pays de Galles | 15  | 8 | 4 | 3 | 1 | 14 | 9  | +5   |  | Pays de Galles             | 1-1 |     | 1-0 | 0-0 | 5-1 |
| 3    | Tchéquie       | 14  | 8 | 4 | 2 | 2 | 14 | 9  | +5   |  | Tchéquie                   | 1-1 | 2-2 |     | 2-0 | 1-0 |
| 4    | Estonie        | 4   | 8 | 1 | 1 | 6 | 9  | 21 | -12  |  | Estonie                    | 2-5 | 0-1 | 2-6 |     | 2-0 |
| 5    | Biélorussie    | 3   | 8 | 1 | 0 | 7 | 7  | 24 | -17  |  | Biélorussie                | 0-1 | 2-3 | 0-2 | 4-2 |     |

## Matchs
Le calendrier des rencontres a été confirmé par l'UEFA le 8 décembre 2020, le lendemain du tirage au sort,,. Les heures sont CET et CEST, selon la liste de l'UEFA (les heures locales, si différentes, sont entre parenthèses).
| 1re journée        | Belgique                                          | 3 - 1                         | Pays de Galles | Stade Den Dreef, Louvain                 |                                          |
| 24 mars 2021 20h45 | De Bruyne 22e · T. Hazard 28e · Lukaku 73e (pen.) | (2 - 1)                       | 10e Wilson     | Spectateurs : 0 Arbitrage : Cüneyt Çakır | Spectateurs : 0 Arbitrage : Cüneyt Çakır |
| 24 mars 2021 20h45 | T. Hazard 75e                                     | Rapport (FIFA) Rapport (UEFA) |                | Spectateurs : 0 Arbitrage : Cüneyt Çakır | Spectateurs : 0 Arbitrage : Cüneyt Çakır |

| 24 mars 2021 | Estonie                       | 2 - 6   | Tchéquie                                                 | Arena Lublin, Lublin ( Pologne)                   |                                                   |
| 20h45        | Sappinen 12e · Anier 86e      | (1 - 4) | 18e Schick · 27e Barák · 32e 43e 48e Souček · 56e Jankto | Spectateurs : 0 Arbitrage : Anastasios Papapetrou | Spectateurs : 0 Arbitrage : Anastasios Papapetrou |
| 20h45        | Rapport (FIFA) Rapport (UEFA) |         |                                                          | Spectateurs : 0 Arbitrage : Anastasios Papapetrou | Spectateurs : 0 Arbitrage : Anastasios Papapetrou |

| 2e journée                 | Biélorussie                                              | 4 - 2                         | Estonie                                                        | Stade Dinamo, Minsk                             |                                                 |
| 27 mars 2021 18h00 (20h00) | Lissakovitch 45e (pen.) 84e · Kendych 64e · Savitski 81e | (1 - 1)                       | 31e 55e Anier                                                  | Spectateurs : 3 611 Arbitrage : Robert Hennessy | Spectateurs : 3 611 Arbitrage : Robert Hennessy |
| 27 mars 2021 18h00 (20h00) | Laptev 4e · Kendych 18e · Signevitch 89e                 | Rapport (FIFA) Rapport (UEFA) | 50e Kuusk · 59e Alliku · 63e, 77e Õigus · 85e Anier · 89e Pürg | Spectateurs : 3 611 Arbitrage : Robert Hennessy | Spectateurs : 3 611 Arbitrage : Robert Hennessy |

| 27 mars 2021 | Tchéquie   | 1 - 1                         | Belgique                      | Eden Aréna, Prague                         |                                            |
| 20h45        | Provod 50e | (0 - 0)                       | 60e Lukaku                    | Spectateurs : 0 Arbitrage : William Collum | Spectateurs : 0 Arbitrage : William Collum |
| 20h45        | Souček 43e | Rapport (FIFA) Rapport (UEFA) | 25e Castagne · 73e Vertonghen | Spectateurs : 0 Arbitrage : William Collum | Spectateurs : 0 Arbitrage : William Collum |

| 3e journée                 | Pays de Galles                  | 1 - 0                         | Tchéquie                | Cardiff City Stadium, Cardiff              |                                            |
| 30 mars 2021 20h45 (19h45) | James 82e                       | (0 - 0)                       |                         | Spectateurs : 0 Arbitrage : Ovidiu Haţegan | Spectateurs : 0 Arbitrage : Ovidiu Haţegan |
| 30 mars 2021 20h45 (19h45) | Roberts 49e, 77e · Lawrence 54e | Rapport (FIFA) Rapport (UEFA) | 49e Schick · 62e Jankto | Spectateurs : 0 Arbitrage : Ovidiu Haţegan | Spectateurs : 0 Arbitrage : Ovidiu Haţegan |

| 30 mars 2021 | Belgique                                                                                | 8 - 0   | Biélorussie | Stade Den Dreef, Louvain                   |                                            |
| 20h45        | Batshuayi 14e · Vanaken 17e 89e · Trossard 38e 74e · Doku 42e · Praet 49e · Benteke 70e | (4 - 0) |             | Spectateurs : 0 Arbitrage : Donatas Rumšas | Spectateurs : 0 Arbitrage : Donatas Rumšas |
| 20h45        | Rapport (FIFA) Rapport (UEFA)                                                           |         |             | Spectateurs : 0 Arbitrage : Donatas Rumšas | Spectateurs : 0 Arbitrage : Donatas Rumšas |

| 4e journée             | Tchéquie  | 1 - 0                         | Biélorussie | Stade municipal d'Ostrava, Ostrava                                              |                                                                                 |
| 2 septembre 2021 20h45 | Barák 34e | (1 - 0)                       |             | Spectateurs : 7 218 Arbitrage : Srđan Jovanović Arbitre vidéo : Bastian Dankert | Spectateurs : 7 218 Arbitrage : Srđan Jovanović Arbitre vidéo : Bastian Dankert |
| 2 septembre 2021 20h45 | Kalas 47e | Rapport (FIFA) Rapport (UEFA) | 73e Ebong   | Spectateurs : 7 218 Arbitrage : Srđan Jovanović Arbitre vidéo : Bastian Dankert | Spectateurs : 7 218 Arbitrage : Srđan Jovanović Arbitre vidéo : Bastian Dankert |

| 2 septembre 2021 | Estonie             | 2 - 5                         | Belgique                                              | A. Le Coq Arena, Tallinn                                                                         |                                                                                                  |
| 20h45 (21h45)    | Käit 2e · Sorga 83e | (1 - 2)                       | 22e Vanaken · 29e 52e Lukaku · 65e Witsel · 76e Foket | Spectateurs : 6 685 Arbitrage : Guillermo Cuadra Fernández Arbitre vidéo : Juan Martínez Munuera | Spectateurs : 6 685 Arbitrage : Guillermo Cuadra Fernández Arbitre vidéo : Juan Martínez Munuera |
| 20h45 (21h45)    | Tamm 55e            | Rapport (FIFA) Rapport (UEFA) | 47e Lukaku · 61e Saelemaekers                         | Spectateurs : 6 685 Arbitrage : Guillermo Cuadra Fernández Arbitre vidéo : Juan Martínez Munuera | Spectateurs : 6 685 Arbitrage : Guillermo Cuadra Fernández Arbitre vidéo : Juan Martínez Munuera |

| 5e journée                     | Biélorussie                        | 2 - 3                         | Pays de Galles                  | Stade central, Kazan ( Russie)                                             |                                                                            |
| 5 septembre 2021 15h00 (16h00) | Lisakovitch 29e (pen.) · Sedko 31e | (2 - 1)                       | 6e (pen.) 69e (pen.) 90+3e Bale | Spectateurs : 0 Arbitrage : Giorgi Kruashvili Arbitre vidéo : Paolo Valeri | Spectateurs : 0 Arbitrage : Giorgi Kruashvili Arbitre vidéo : Paolo Valeri |
| 5 septembre 2021 15h00 (16h00) | Chernik 5e · Bykov 11e             | Rapport (FIFA) Rapport (UEFA) | 28e Gunter                      | Spectateurs : 0 Arbitrage : Giorgi Kruashvili Arbitre vidéo : Paolo Valeri | Spectateurs : 0 Arbitrage : Giorgi Kruashvili Arbitre vidéo : Paolo Valeri |

| 5 septembre 2021 | Belgique                                     | 3 - 0                         | Tchéquie  | Stade Roi Baudouin, Bruxelles                                                  |                                                                                |
| 20h45            | Lukaku 8e · E. Hazard 41e · Saelemaekers 65e | (2 - 0)                       |           | Spectateurs : 21 416 Arbitrage : Michael Oliver Arbitre vidéo : Chris Kavanagh | Spectateurs : 21 416 Arbitrage : Michael Oliver Arbitre vidéo : Chris Kavanagh |
| 20h45            | Vertonghen 19e · Witsel 71e · Lukaku 76e     | Rapport (FIFA) Rapport (UEFA) | 21e Barák | Spectateurs : 21 416 Arbitrage : Michael Oliver Arbitre vidéo : Chris Kavanagh | Spectateurs : 21 416 Arbitrage : Michael Oliver Arbitre vidéo : Chris Kavanagh |

| 6e journée                     | Pays de Galles | 0 - 0                         | Estonie               | Cardiff City Stadium, Cardiff                                               |                                                                             |
| 8 septembre 2021 20h45 (19h45) |                | (0 - 0)                       |                       | Spectateurs : 21 624 Arbitrage : Ruddy Buquet Arbitre vidéo : Benoît Millot | Spectateurs : 21 624 Arbitrage : Ruddy Buquet Arbitre vidéo : Benoît Millot |
| 8 septembre 2021 20h45 (19h45) | Morrell 73e    | Rapport (FIFA) Rapport (UEFA) | 25e Puri · 79e Kreida | Spectateurs : 21 624 Arbitrage : Ruddy Buquet Arbitre vidéo : Benoît Millot | Spectateurs : 21 624 Arbitrage : Ruddy Buquet Arbitre vidéo : Benoît Millot |

| 8 septembre 2021 | Biélorussie                                             | 0 - 1                         | Belgique      | Stade central, Kazan ( Russie)                                         |                                                                        |
| 20h45 (21h45)    |                                                         | (0 - 1)                       | 33e Praet     | Spectateurs : 0 Arbitrage : Paweł Raczkowski Arbitre vidéo : Paweł Gil | Spectateurs : 0 Arbitrage : Paweł Raczkowski Arbitre vidéo : Paweł Gil |
| 20h45 (21h45)    | Zolotov 75e · Begounov 82e · Podstrelov 83e · Ebong 88e | Rapport (FIFA) Rapport (UEFA) | 84e Batshuayi | Spectateurs : 0 Arbitrage : Paweł Raczkowski Arbitre vidéo : Paweł Gil | Spectateurs : 0 Arbitrage : Paweł Raczkowski Arbitre vidéo : Paweł Gil |

| 7e journée           | Tchéquie                   | 2 - 2                         | Pays de Galles                       | Eden Aréna, Prague                                                          |                                                                             |
| 8 octobre 2021 20h45 | Pešek 38e · Ward 49e (csc) | (1 - 1)                       | 36e Ramsey · 69e James               | Spectateurs : 16 856 Arbitrage : Deniz Aytekin Arbitre vidéo : Felix Zwayer | Spectateurs : 16 856 Arbitrage : Deniz Aytekin Arbitre vidéo : Felix Zwayer |
| 8 octobre 2021 20h45 | Barák 26e · Sadílek 90+1e  | Rapport (FIFA) Rapport (UEFA) | 1e Ramsey · 26e Ampadu · 90+2e Moore | Spectateurs : 16 856 Arbitrage : Deniz Aytekin Arbitre vidéo : Felix Zwayer | Spectateurs : 16 856 Arbitrage : Deniz Aytekin Arbitre vidéo : Felix Zwayer |

| 8 octobre 2021 | Estonie                               | 2 - 0                         | Biélorussie     | A. Le Coq Arena, Tallinn                                                        |                                                                                 |
| 20h45 (21h45)  | Sorga 58e · Zenjov 90+3e              | (0 - 0)                       |                 | Spectateurs : 3 597 Arbitrage : Mohamed Al-Hakim Arbitre vidéo : Michael Fabbri | Spectateurs : 3 597 Arbitrage : Mohamed Al-Hakim Arbitre vidéo : Michael Fabbri |
| 20h45 (21h45)  | Anier 52e · Paskotši 59e · Kreida 73e | Rapport (FIFA) Rapport (UEFA) | 85e Lisakovitch | Spectateurs : 3 597 Arbitrage : Mohamed Al-Hakim Arbitre vidéo : Michael Fabbri | Spectateurs : 3 597 Arbitrage : Mohamed Al-Hakim Arbitre vidéo : Michael Fabbri |

| 8e journée                    | Biélorussie                               | 0 - 2                         | Tchéquie                | Stade central, Kazan ( Russie)                                              |                                                                             |
| 11 octobre 2021 20h45 (21h45) |                                           | (0 - 1)                       | 22e Schick · 65e Hložek | Spectateurs : 0 Arbitrage : François Letexier Arbitre vidéo : Willy Delajod | Spectateurs : 0 Arbitrage : François Letexier Arbitre vidéo : Willy Delajod |
| 11 octobre 2021 20h45 (21h45) | Bykov 17e · Petchenine 24e · Yudenkov 90e | Rapport (FIFA) Rapport (UEFA) | 72e Hložek · 73e Zima   | Spectateurs : 0 Arbitrage : François Letexier Arbitre vidéo : Willy Delajod | Spectateurs : 0 Arbitrage : François Letexier Arbitre vidéo : Willy Delajod |

| 11 octobre 2021                 | Estonie                       | 0 - 1                                           | Pays de Galles | A. Le Coq Arena, Tallinn                                                  |                                                                           |
|                                 |                               | (0 - 1)                                         | 12e Moore      | Spectateurs : 5 118 Arbitrage : Sandro Schärer Arbitre vidéo : Fedayi San | Spectateurs : 5 118 Arbitrage : Sandro Schärer Arbitre vidéo : Fedayi San |
| Pikk 24e · Käit 31e · Kuusk 59e | Rapport (FIFA) Rapport (UEFA) | 35e Wilson · 55e Thomas · 64e Moore · 73e Allen |                | Spectateurs : 5 118 Arbitrage : Sandro Schärer Arbitre vidéo : Fedayi San | Spectateurs : 5 118 Arbitrage : Sandro Schärer Arbitre vidéo : Fedayi San |

| 9e journée                     | Pays de Galles                                                | 5 - 1                         | Biélorussie                              | Cardiff City Stadium, Cardiff                                                    |                                                                                  |
| 13 novembre 2021 20h45 (19h45) | Ramsey 3e 50e · N. Williams 20e · B. Davies 77e · Roberts 89e | (2 - 0)                       | 87e Kontsevoy                            | Spectateurs : 27 152 Arbitrage : Maurizio Mariani Arbitre vidéo : Michael Fabbri | Spectateurs : 27 152 Arbitrage : Maurizio Mariani Arbitre vidéo : Michael Fabbri |
| 13 novembre 2021 20h45 (19h45) | Ampadu 59e                                                    | Rapport (FIFA) Rapport (UEFA) | 25e Zolotov · 79e Antilevski · 83e Ebong | Spectateurs : 27 152 Arbitrage : Maurizio Mariani Arbitre vidéo : Michael Fabbri | Spectateurs : 27 152 Arbitrage : Maurizio Mariani Arbitre vidéo : Michael Fabbri |

| 13 novembre 2021 | Belgique                                   | 3 - 1                         | Estonie   | Stade Roi Baudouin, Bruxelles                                                   |                                                                                 |
| 20h45            | Benteke 11e · Carrasco 53e · T. Hazard 74e | (1 - 0)                       | 70e Sorga | Spectateurs : 29 865 Arbitrage : Halil Umut Meler Arbitre vidéo : Mete Kalkavan | Spectateurs : 29 865 Arbitrage : Halil Umut Meler Arbitre vidéo : Mete Kalkavan |
| 20h45            |                                            | Rapport (FIFA) Rapport (UEFA) | 14e Mets  | Spectateurs : 29 865 Arbitrage : Halil Umut Meler Arbitre vidéo : Mete Kalkavan | Spectateurs : 29 865 Arbitrage : Halil Umut Meler Arbitre vidéo : Mete Kalkavan |

| 10e journée                    | Pays de Galles          | 1 - 1                         | Belgique                                          | Cardiff City Stadium, Cardiff                              |                                                            |
| 16 novembre 2021 20h45 (19h45) | Moore 32e               | (1 - 1)                       | 12e De Bruyne                                     | Arbitrage : Artur Soares Dias Arbitre vidéo : Luis Godinho | Arbitrage : Artur Soares Dias Arbitre vidéo : Luis Godinho |
| 16 novembre 2021 20h45 (19h45) | Morrell 34e · Moore 80e | Rapport (FIFA) Rapport (UEFA) | 71e T. Hazard · 75e Saelemaekers · 82e Dendoncker | Arbitrage : Artur Soares Dias Arbitre vidéo : Luis Godinho | Arbitrage : Artur Soares Dias Arbitre vidéo : Luis Godinho |

| 16 novembre 2021 | Tchéquie                  | 2 - 0                         | Estonie                               | Generali Arena, Prague                                     |                                                            |
| 20h45            | Brabec 59e · Sýkora 85e   | (0 - 0)                       |                                       | Arbitrage : Orel Grinfeld Arbitre vidéo : Roi Reinshreiber | Arbitrage : Orel Grinfeld Arbitre vidéo : Roi Reinshreiber |
| 20h45            | Masopust 6e · Kopic 90+3e | Rapport (FIFA) Rapport (UEFA) | 29e Paskotši · 44e Kreida · 90e Kuusk | Arbitrage : Orel Grinfeld Arbitre vidéo : Roi Reinshreiber | Arbitrage : Orel Grinfeld Arbitre vidéo : Roi Reinshreiber |

## Buteurs
Il y a eu 69 buts marqués en 20 matchs, pour une moyenne de 3.45 buts par match.

### 5 buts
- Romelu Lukaku

### 3 buts
- Hans Vanaken
- Gareth Bale
- Aaron Ramsey
- Tomáš Souček
- Vitali Lisakovitch
- Henri Anier
- Erik Sorga

### 2 buts
- Christian Benteke
- Kevin De Bruyne
- Thorgan Hazard
- Dennis Praet
- Leandro Trossard
- Daniel James
- Kieffer Moore
- Antonín Barák
- Patrik Schick

### 1 but
- Michy Batshuayi
- Yannick Carrasco
- Jérémy Doku
- Thomas Foket
- Eden Hazard
- Alexis Saelemaekers
- Axel Witsel
- Ben Davies
- Connor Roberts
- Neco Williams
- Harry Wilson
- Jakub Brabec
- Adam Hložek
- Jakub Jankto
- Jakub Pešek
- Lukáš Provod
- Jan Sýkora
- Iouri Kendych
- Artyom Kontsevoy
- Pavel Savitski
- Pavel Sedko
- Mattias Käit
- Rauno Sappinen
- Sergei Zenjov

### 1 but contre son camp
- Danny Ward (contre la Tchéquie)

## Discipline
Un joueur est automatiquement suspendu pour le match suivant:
- S'il cumule deux avertissements (cartons jaunes) lors de deux matchs différents.
- S'il se voit décerner une exclusion de terrain (carton rouge).
  - En cas d’infraction grave, l’Instance de contrôle, d’éthique et de discipline de l'UEFA est habilitée à aggraver la sanction, y compris en l'étendant à d'autres compétitions.

| Équipe         | Joueurs          | Cartons                                                                                                | Suspensions                                                                                      |
| -------------- | ---------------- | --- | ------------------------------------------------------------------------------------------------ |
| Belgique       | Jan Vertonghen   | 2e journée, contre Tchéquie (27 mars 2021) · 5e journée, contre Tchéquie (5 septembre 2021)            | 6e journée, contre Biélorussie (8 septembre 2021)                                                |
| Belgique       | Romelu Lukaku    | 4e journée, contre Estonie (2 septembre 2021) · 5e journée, contre Tchéquie (5 septembre 2021)         | 6e journée, contre Biélorussie (8 septembre 2021)                                                |
| Pays de Galles | Connor Roberts   | 3e journée, contre Tchéquie (30 mars 2021)                                                             | 5e journée, contre Biélorussie (5 septembre 2021)                                                |
| Pays de Galles | Harry Wilson     | 1/8 de finale de l'Euro 2020, contre Danemark (26 juin 2021)                                           | 5e journée, contre Biélorussie (5 septembre 2021)                                                |
| Pays de Galles | Kieffer Moore    | 7e journée, contre Tchéquie (8 octobre 2021) · 8e journée, contre Estonie (11 octobre 2021)            | 9e journée, contre Biélorussie (13 novembre 2021)                                                |
| Pays de Galles | Ethan Ampadu     | 7e journée, contre Tchéquie (8 octobre 2021) · 9e journée, contre Biélorussie (13 novembre 2021)       | 10e journée, contre Belgique (16 novembre 2021)                                                  |
| Tchéquie       | Patrik Schick    | 3e journée, contre Pays de Galles (30 mars 2021)                                                       | 4e journée, contre Biélorussie (2 septembre 2021) 5e journée, contre Belgique (5 septembre 2021) |
| Tchéquie       | Antonín Barák    | 5e journée, contre Belgique (5 septembre 2021) · 7e journée, contre Pays de Galles (8 octobre 2021)    | 8e journée, contre Biélorussie (11 octobre 2021)                                                 |
| Biélorussie    | Max Ebong        | 4e journée, contre Tchéquie (2 septembre 2021) · 6e journée, contre Belgique (8 septembre 2021)        | 7e journée, contre Estonie (8 octobre 2021)                                                      |
| Biélorussie    | Artiom Bykov     | 5e journée, contre Pays de Galles (5 septembre 2021) · 8e journée, contre Tchéquie (11 octobre 2021)   | 9e journée, contre Pays de Galles (13 novembre 2021)                                             |
| Estonie        | Karl Õigus       | 2e journée, contre Biélorussie (27 mars 2021)                                                          | 4e journée, contre Belgique (2 septembre 2021)                                                   |
| Estonie        | Henri Anier      | 2e journée, contre Biélorussie (27 mars 2021) · 7e journée, contre Biélorussie (8 octobre 2021)        | 8e journée, contre Pays de Galles (11 octobre 2021)                                              |
| Estonie        | Vladislav Kreida | 6e journée, contre Pays de Galles (8 septembre 2021) · 7e journée, contre Biélorussie (8 octobre 2021) | 8e journée, contre Pays de Galles (11 octobre 2021)                                              |
| Estonie        | Märten Kuusk     | 2e journée, contre Biélorussie (27 mars 2021) · 8e journée, contre Pays de Galles (11 octobre 2021)    | 9e journée, contre Belgique (13 novembre 2021)                                                   |